# نيل نودينجز (فيلسوفة)
نيل نودينجز (بالإنجليزية: Nel Noddings)‏ هي فيلسوفة أمريكية.
شغلت نيل نودينجز منصب أستاذة لتعليم الطفل في جامعة ستانفورد. كما حصلت على كرسي جون دبليو بورتر للتعليم الحضري في جامعة ميشيغان الشرقية. وحصلت أيضًا على شهادة في الرياضيات بدرجة البكالوريوس من كلية مونكلير ستيت في نيو جيرسي وشهادة ماجستير أخرى من جامعة روتجرز في نفس الولاية. كما وحصلت على شهادة الدكتوراه في الفلسفة التربوية من جامعة ستانفورد.

## روابط خارجية
- نيل نودينجز على موقع الموسوعة البريطانية (الإنجليزية)